# Prinz Gyula-díj
A Prinz Gyula-díj célja a föld- és földrajztudomány területén végzett kiemelkedő oktatói, nevelői és tudományos kutatómunkát végző oktatók, kutatók és hallgatók tevékenységének elismerése. A díjat az intézet oktatóinak jelölése alapján az Intézeti Tanács ítéli oda, egy professzori és egy ifjúsági kategóriában. Az előbbiben olyan kutatókat tüntetnek ki, akik tudományterületükön kiemelkedő eredményeket értek el, oktatói, nevelő munkásságukkal is hozzájárultak a hazai geográfia és földtudományok épüléséhez, és tevékenységükkel kapcsolódnak a PTE TTK Földrajzi és Földtudományi Intézetéhez. Az ifjúsági kategória díjazottjai olyan hallgatók, akik tehetségüknél fogva - az adományozók reményei szerint - a jövőben meghatározzák majd a hazai és pécsi földrajz- és földtudomány fejlődését, és tudományterületükön már eredményekkel is bizonyították rátermettségüket. A díjat arról a Prinz Gyula professzorról nevezték el, akiben a pécsi földrajzi tudományos műhely megalapítóját tisztelik.

## A díjazottak
| Év   | Professzori kategória       | Ifjúsági kategória           |
| ---- | --------------------------- | ---------------------------- |
| 1998 | Krajkó Gyula (†)            | Endrédi Melinda Dezső József |
| 1999 | Kőszegfalvi György          | Sebe Krisztina Horváth Csaba |
| 2000 | Marosi Sándor (†)           | Kovács János                 |
| 2001 | Lehmann Antal (†)           | Magay Miklós                 |
| 2002 | Bachman Zoltán (†)          |                              |
| 2003 | Schweitzer Ferenc           | Göbölös Tamás                |
| 2004 | Fodor István                | Reményi Péter                |
| 2005 | Nemerkényi Antal (†)        | Szabó-Kovács Bernadett       |
| 2006 | Golobics Pál                | Gyenizse Péter               |
| 2007 | Szederkényi Tibor           | Radvánszky Bertalan          |
| 2008 | László Mária                | Kovács István Péter          |
| 2009 | Tóth József (†)             | György-Dávid Anita           |
| 2010 | Kevei Ferencné Bárány Ilona | Varga György                 |
| 2011 | Lovász György (†)           | Marton Gergely               |
| 2012 | Becsei József               | Németh Ádám                  |
| 2013 | Frisnyák Sándor             | Halmai Ákos                  |
| 2014 | Erdősi Ferenc               | Sarkadi Noémi                |
| 2015 | Konrád Gyula                | Alpek B. Levente             |
| 2016 | Aubert Antal                | Józsa Edina                  |